# Comănești (okręg Mehedinți)
Comănești – wieś w Rumunii, w okręgu Mehedinți, w gminie Bala. W 2011 roku liczyła 175 mieszkańców.